# 투스쿨룸 논총

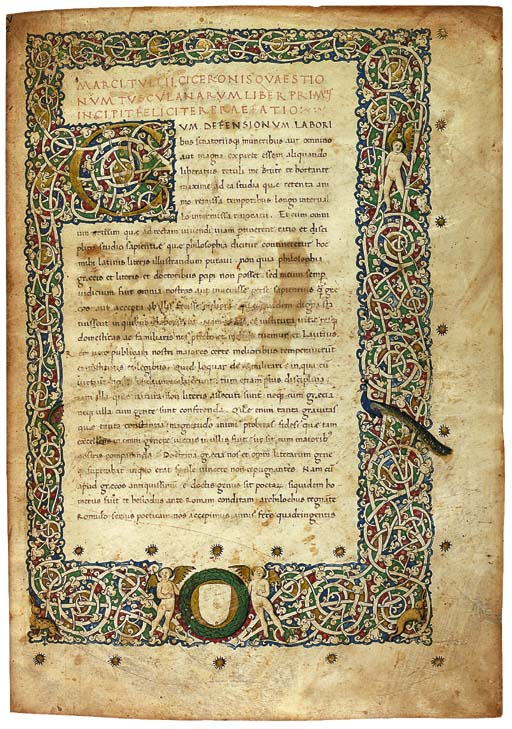

투스쿨룸 논총, 투스쿨라나움 논총(Tusculanae Disputationes, 기원전 45)은 키케로의 작품이다.
만년 실의 속에서 정치활동과 인연을 끊고 있을 때 키케로는 오랫동안 관심을 품고 있었던 일, 즉 그리스 철학을 라틴어를 통해 로마 땅에 이식할 것을 계획했다. 이렇게 해서 철학의 주요한 각 분야에 걸친 수많은 저작이 연달아 서술되었으나 물론 이것으로서 독자적 사상이나 학설을 수립하는 것은 당초부터 의도되지 않았다. 오히려 그의 공적은 철학 및 사상 전반의 표현수단으로서 그리스어에 필적할 만한 라틴어 산문을 창출했다는 점에서 찾을 수 있다.
표제의 책은 <아카데미카(Academica)>(기원전 45)와 <선과 악의 한계에 관해서>(기원전 45)에 이어 저술된 것으로 5권으로 되어 있다. 전체를 꿰뚫는 테마는 '어떻게 해서 사람은 행복할 수 있는가'라는 문제이며 죽음, 정신적 및 육체적 고통과 그 극복, 그리고 최후로 덕에 관한 논의(論義)로 끝난다. 로마인이 즐길 수 있는 인생 철학입문서라고 할 만한 것으로 투스쿨룸에 있는 키케로의 별장이 토론의 무대로 되어 있다는 데서 표제를 얻고 있다.